# Llista d'estrelles d'Andròmeda
Llista d'estrelles notables de la constel·lació d'Andròmeda ordenades per esclat decreixent.

## Vegeu
- Llista d'estrelles per constel·lació